# Deutsche Freie-Partie-Meisterschaft 2019/20

Veranstaltungsort: Bad Wildungen

Die Deutsche Freie-Partie-Meisterschaft 2019/20 ist eine Billard-Turnierserie und fand vom 5. bis zum 7. November 2019 in Bad Wildungen
zum 52. Mal statt.

## Geschichte
Mit einer überragenden Leistung wurde der Langendammer Sven Daske zum achten Mal Deutscher Meister in der Freien Partie. Er egalisierte damit den Rekord an Siegen von Thomas Nockemann. Mit seinem Generaldurchschnitt (GD) von 240,00 erzielte er einen der besten Durchschnitte bei den Deutschen Meisterschaften. Zweiter wurde Thomas Berger vor Arnd Riedel. Leider hatten sich nur fünf Spieler für die Meisterschaft qualifiziert.
Die Ergebnisse sind aus eigenen Unterlagen. Ergänzt wurden Informationen aus der österreichischen Billard-Zeitung Billard.

## Modus
Gespielt wurde im Round-Robin-Modus bis 300 Punkte.
Die Endplatzierung ergab sich aus folgenden Kriterien:
1. Matchpunkte
2. Generaldurchschnitt (GD)
3. Höchstserie (HS)

## Teilnehmer
1. Sven Daske (Langendamm), Titelverteidiger
2. Thomas Berger (Frankfurt)
3. Manuel Orttmann (Erfurt)
4. Christian Pöther (Dortmund)
5. Arnd Riedel (Hamburg)

## Turnierverlauf
| Name             | MP  | Pkte | Aufn. | ED     | HS  |
| ---------------- | --- | ---- | ----- | ------ | --- |
| 1. Spielrunde    |     |      |       |        |     |
| Sven Daske       | 2:0 | 300  | 1     | 300,00 | 300 |
| Christian Pöther | 0:2 | 0    | 1     | 0,00   | 0   |
| Arnd Riedel      | 2:0 | 300  | 12    | 25,00  | 108 |
| Manuel Orttmann  | 0:2 | 287  | 12    | 23,91  | 93  |

| Name            | MP  | Pkte | Aufn. | ED     | HS  |
| --------------- | --- | ---- | ----- | ------ | --- |
| 2. Spielrunde   |     |      |       |        |     |
| Sven Daske      | 2:0 | 300  | 1     | 300,00 | 300 |
| Manuel Orttmann | 0:2 | 0    | 1     | 0,00   | 0   |
| Arnd Riedel     | 0:2 | 0    | 1     | 0,00   | 0   |
| Thomas Berger   | 2:0 | 300  | 1     | 300,00 | 300 |

| Name             | MP  | Pkte | Aufn. | ED     | HS  |
| ---------------- | --- | ---- | ----- | ------ | --- |
| 3. Spielrunde    |     |      |       |        |     |
| Manuel Orttmann  | 2:0 | 300  | 6     | 50,00  | 147 |
| Christian Pöther | 0:2 | 136  | 6     | 22,66  | 95  |
| Sven Daske       | 2:0 | 300  | 2     | 150,00 | 214 |
| Thomas Berger    | 0:2 | 6    | 2     | 3,00   | 4   |

| Name             | MP  | Pkte | Aufn. | ED    | HS  |
| ---------------- | --- | ---- | ----- | ----- | --- |
| 4. Spielrunde    |     |      |       |       |     |
| Thomas Berger    | 2:0 | 300  | 6     | 50,00 | 284 |
| Manuel Orttmann  | 0:2 | 23   | 6     | 3,83  | 18  |
| Arnd Riedel      | 2:0 | 300  | 4     | 75,00 | 175 |
| Christian Pöther | 0:2 | 38   | 4     | 9,50  | 13  |

| Name             | MP  | Pkte | Aufn. | ED     | HS  |
| ---------------- | --- | ---- | ----- | ------ | --- |
| 5. Spielrunde    |     |      |       |        |     |
| Sven Daske       | 2:0 | 300  | 1     | 300,00 | 300 |
| Arnd Riedel      | 0:2 | 160  | 1     | 160,00 | 160 |
| Thomas Berger    | 2:0 | 300  | 6     | 50,00  | 284 |
| Christian Pöther | 0:2 | 46   | 6     | 7,66   | 28  |

## Abschlusstabelle
| MP    | Match Points (Sieger = 2; Unentschieden = 1; Verlierer = 0) |
| Pkte. | Erzielte Karambolagen                                       |
| Aufn. | Benötigte Versuche                                          |
| GD    | Generaldurchschnitt                                         |
| BED   | Bester Einzeldurchschnitt eines Spielers                    |
| HS    | Höchstserie                                                 |
|       | Bester GD des Turniers                                      |
|       | Bester ED des Turniers                                      |
|       | Beste HS des Turniers                                       |
|       | 1. Platz (Gold)                                             |
|       | 2. Platz (Silber)                                           |
|       | 3. Platz (Bronze)                                           |

| Klassement                 | Klassement       | Klassement | Klassement | Klassement | Klassement | Klassement | Klassement |
| Platz                      | Name             | MP         | Pkte.      | Aufn.      | GD         | BED        | HS         |
| -------------------------- | ---------------- | ---------- | ---------- | ---------- | ---------- | ---------- | ---------- |
| 1                          | Sven Daske       | 8:0        | 1200       | 5          | 240,00     | 300,00     | 300        |
| 2                          | Thomas Berger    | 6:2        | 906        | 15         | 60,40      | 300,00     | 300        |
| 3                          | Arnd Riedel      | 4:4        | 760        | 18         | 42,22      | 75,00      | 175        |
| 4                          | Manuel Orttmann  | 2:6        | 610        | 25         | 24,40      | 50,00      | 147        |
| 5                          | Christian Pöther | 0:8        | 220        | 17         | 12,94      | –          | 95         |
| Turnierdurchschnitt: 46,20 |                  |            |            |            |            |            |            |